# Magra (plaats)
Magra is een plaats in de gemeente Alingsås in het landschap Västergötland en de provincie Västra Götalands län in Zweden. De plaats heeft 181 inwoners (2005) en een oppervlakte van 36 hectare.

## Geboren
- Gustaf Tenggren (1896-1970), illustrator en animator
- Robin Söder (1991), voetballer